# Bocula sinifera
Bocula sinifera är en fjärilsart som beskrevs av George Francis Hampson 1912. Bocula sinifera ingår i släktet Bocula och familjen nattflyn. Inga underarter finns listade i Catalogue of Life.